# 2045
2045 (MMXLV) será un año normal comenzado en domingo en calendario gregoriano. Será también el número 2045 anno Dómini o de la designación de Era Cristiana, además del cuadragésimo quinto del Siglo XXI y del tercer milenio. También será el quinto de la quinta década del Siglo XXI y el sexto del decenio de los años 2040. Será designado como:
- El Año del Buey, según el horóscopo chino.

## Ficción
- La serie de televisión española La valla, tiene lugar en este año.[1]
- La película uruguaya Mateína se desarrolla en este año.[2]
- Los sucesos de la película Ready Player One se llevan a cabo en este año.[3]
- El juego de rol Cyberpunk Red tiene lugar en este año.[4]
- Ocurren los eventos ficticios de Five Nights At Freddy´s Security Breach